# Гросенаспе
Гросенаспе (њем. Großenaspe) општина је у њемачкој савезној држави Шлезвиг-Холштајн. Једно је од 95 општинских средишта округа Зегеберг. Према процјени из 2010. у општини је живјело 2.772 становника. Посједује регионалну шифру (AGS) 1060027.

## Географски и демографски подаци
Гросенаспе се налази у савезној држави Шлезвиг-Холштајн у округу Зегеберг. Општина се налази на надморској висини од 33 метра. Површина општине износи 45,6 km². У самом мјесту је, према процјени из 2010. године, живјело 2.772 становника. Просјечна густина становништва износи 61 становника/km².